# Katharina von Arx
Katharina von Arx (Niedergösgen, 5 aprile 1928 – Romainmôtier-Envy, 25 ottobre 2013) è stata una scrittrice e giornalista svizzera, autrice di romanzi e articoli dal forte mordente satirico.

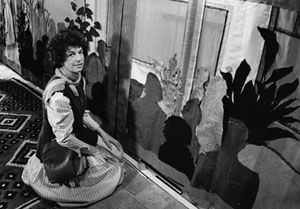
Von Arx nel 1985

Oltre alla sua opera letteraria, a renderla celebre è stato il restauro della «Maison du Prieur» a Romainmôtier, nel Canton Vaud.

## Biografia
Katharina von Arx nasce il 5 aprile 1928 a Niedergösgen, nel Canton Soletta.
Nel 1933 la famiglia von Arx si trasferisce a Zurigo, dove Katharina si diploma presso una scuola femminile di commercio nel 1947.
Segue i corsi di disegno presso L’Accademia di belle arti di Vienna tra il 1952 e il 1953, dove conoscerà l’amico e mentore Friedensreich Hundertwasser.
All’età di venticinque anni lascia gli studi per intraprendere un famoso giro del mondo in solitaria, spinta dalla curiosità di un animo inquieto e tenace. Tratto dalle sue esperienze di viaggio, nel 1956 pubblica La viaggiatrice leggera che unisce scrittura e disegno.
Divenuta un’apprezzata reporter, in una delle sue spedizioni nei Mari del Sud conosce il fotografo Freddy Drilhon che diventerà suo marito.
Nel 1959 la coppia acquista un castello medievale in rovina, gioiello di architettura gotica, situato a Romainmôtier, un borgo del Canton Vaud, nella Svizzera francese, con il proposito di trovare in esso una dimora dove vivere e scrivere, recuperandone l'originario splendore attraverso un’attenta opera di restauro.
Dopo lunghi lavori che racconta in dettaglio ne Il castello nel cassetto (1981), nel 1968 Katharina von Arx crea la Fondation de Romainmôtier per la sua salvaguardia. L’edificio sarà classificato come monumento storico di interesse nazionale dall’Istituto svizzero per la tutela dei beni culturali.
Katharina von Arx muore il 2 ottobre 2013 a Romainmôtier.

## Opere
- Mein Luftschloss in Wolken: Die Fortsetzung von «Mein Luftschloss auf Erden» (1988)
- Als er noch da war: Roman (1983)
- Mein Luftschloss auf Erden (1981) (edizione italiana: Il castello nel cassetto, traduzione di Eleonora Tommassini, L’orma editore, Roma 2021)
- Erweiterte Neuausgabe (1981)
- Mein Tagebuch zum «Luftschloss auf Erden»: Auszuge (1982)
- Engel aus der Schreibmaschine (1979)
- Ich bin gern schuld an meinem Gluck: Satiren und Geschichten (1977)
- Mein Luftschloss auf Erden. Biographischer Roman (1975)
- Meine Inselabenteuer (1961)
- Inselabenteuer. Streifzüge durch die Inselwelt Australiens. Jugendbuch (1960)
- Nichts hat mich die Welt gekostet. Jugendbuch (1957)
- Nehmt mich bitte mit! Eine Weltreise per Anhalter (1956) (edizione italiana: La viaggiatrice leggera, traduzione di Sara Mamprin, L’orma editore, Roma 2019)

## Premi e riconoscimenti
- 1975: Premio culturale del Canton Soletta
- 1976: Premio di incoraggiamento Olten
- 1976: Borsa della Fondazione Goethe, Zurigo
- 1972-1987: Borse della Confederazione, del Canton Soletta, delle fondazioni e delle imprese